# Pakistan-International-Airlines-Flug 661
Am 7. Dezember 2016 verunglückte eine ATR 42-500 auf dem Pakistan-International-Airlines-Flug 661, einem Linienflug der Fluggesellschaft Pakistan International Airlines von Chitral nach Islamabad. Das Flugzeug verschwand um 16:42 Uhr Ortszeit (11:42 UTC) vom Radar, nachdem die Besatzung wegen des Ausfalls des linken Triebwerks eine Luftnotlage erklärt hatte. Es stürzte ungefähr 50 Kilometer nördlich des Zielflughafens bei der Ortschaft Havelian nahe Abbottabad ab und schlug an einem bewaldeten, schwer zugänglichen Berghang auf. An Bord befanden sich 5 Besatzungsmitglieder und 42 Fluggäste; es gab keine Überlebenden.

## Flugzeug und Insassen
Die ATR 42-500 mit der Fabriknummer 663 absolvierte am 3. Mai 2007 ihren Erstflug und war am 16. Mai 2007 an Pakistan International Airlines ausgeliefert worden. Das Flugzeug trug das Luftfahrzeugkennzeichen AP-BHO. Bis zum Eintritt des Zwischenfalls hatte es 18.740 Flugstunden absolviert.
Die Crew bestand aus 5 Personen: Flugkapitän, Erster Offizier, Flugschüler sowie zwei Flugbegleiterinnen. 
Es befanden sich 42 Passagiere an Bord, davon 31 männlich einschließlich zwei Flugsicherheitsbegleiter, 9 weiblich sowie 2 Kinder. Unter den Passagieren waren der pakistanische Sänger und Prediger Junaid Jamshed, seine Frau Nahya Junaid sowie der Deputy Commissioner des Distriktes Chitral, Osama Ahmed Warraich.
| Nationalität        | Opferzahl  | Opferzahl | Gesamt |
| Nationalität        | Passagiere | Besatzung | Gesamt |
| ------------------- | ---------- | --------- | ------ |
| Pakistan            | 39         | 50        | 44     |
| Österreich          | 02         | 0         | 02     |
| Volksrepublik China | 01         | 0         | 01     |
| Gesamt              | 42         | 50        | 47     |